# Штасфурт
Штасфурт (нім. Staßfurt) — місто в Німеччині, розташоване в землі Саксонія-Ангальт. Входить до складу району Зальцланд.
Площа — 146,53 км2. Населення становить 24 265 ос. (станом на 31 грудня 2021).